# 閉店時間
『閉店時間』（へいてんじかん）は、1962年4月18日に公開された日本映画。カラー・シネマスコープ。同時上映は『座頭市物語』。

## 作品概要
同じデパートで働く仲良し三人組の女性を中心に、恋愛、結婚など、働く女性に共通の問題を描く青春文芸大作。若尾文子、野添ひとみ、江波杏子が、働く女性を生き生きと演じる。その他、川口浩、川崎敬三、竹村洋介らが出演。有吉佐和子の傑作小説を、白坂依志夫が脚本化し、井上梅次がメガホンを取る。

## あらすじ
紀美子、節子、サユリの三人は、同じ高校から東京のデパートへ入社した仲良し。職場は違うが、休憩時間を利用してはお互いの悩みを話し合うのだった。真面目だが勝気な紀美子は、女性は男性と対等でなければならないと信じている。
家庭的な節子は、生活の充実を漠然と求めて働いている。サユリは恋愛を自由に楽しむ主義で、閉店時間になると派手な化粧をして夜の街へとび出す。そんな三者三様の恋愛が進んでいく。

## キャスト
- 松野紀美子：若尾文子（呉服売場）
- 藤田節子：野添ひとみ（食品売場）
- 牧サユリ：江波杏子（エレベーターガール）
- 生方誠：川口浩（呉服売場の新入社員）
- 畠英也：川崎敬三（宣伝部の嘱託社員）
- 竹井安雄：竹村洋介（卸屋「大友屋」の社員）
- ツルオカ：大木実（テープライブラリーの先生・声優）
- 食品売場の店員：澁沢詩子
- 呉服売場の課長：潮万太郎
- 呉服売場の社員：夏木章
- 食品売場の社員：石井竜一
- 部下：中条静夫
- 伊達正
- ナカヤマ：村上不二夫（食品売場の主任）
- 警備員：星ひかる
- クレーム客：早川雄三
- 薬剤師：谷謙一
- 小山内淳
- 街角のチンピラ：丸井太郎
- 街角のチンピラ：土方孝哉
- 三角八郎
- エレベーターガール：紺野ユカ
- ツルオカの妻：八潮悠子
- バーのマダム：若松和子
- 橘喜久子
- 岡崎夏子
- 竹里光子
- 万引きする婦人：目黒幸子
- 宇野良子
- 楠よし子
- 新宮信子
- 半谷美津子
- 花井弘子
- 藍三千子
- 大川修
- 川畑愛光
- 横山明
- 大塚弘
- 街角に佇む男：長田健二
- 森一夫
- 竹内哲郎
- ノロケンイチ：松本幹二
- 花野富夫
- 街角に佇む男：吉葉司郎
- 三島愛子
- 一条淳子
- 結城千里
- 日髙加月枝
- 萱みゆき
- 三浦友子
- テープライブラリーの従業員：白井玲子
- 藤野千佳子
- 出張店員ミタニ：長谷川峯子
- 田中三津子

## スタッフ
- 原作 - 有吉佐和子（読売新聞連載・講談社版）
- 監督 - 井上梅次、浜野信彦
- 企画 - 藤井浩明
- 脚本 - 白坂依志夫
- 撮影 - 中川芳久
- 美術 - 間野重雄
- 衣裳デザイン - 河野美智子
- 音楽 - 中村八大
- 照明 - 久保田行一
- 編集 - 鈴木東陽
- 録音 - 橋本國雄
- 助監督 - 湯浅憲明
- 製作主任 - 沼田芳造
- 現像 - 東京現像所
- 協力 - 横浜髙島屋

## 主題歌
ペギー葉山 「恋をさがしてる私」（キングレコード）※レコードジャケットには「恋をさがして"る"私」と表記されているが、オープニングクレジットでは「恋をさがして"いる"私」と表記。